# Rhine (Georgia)
Rhine – miasto w Stanach Zjednoczonych, w stanie Georgia, w hrabstwie Dodge.